# The pillows
the pillows（ザ・ピロウズ）は、日本のロックバンド。1989年結成。メンバーは山中さわお、真鍋吉明、佐藤シンイチロウの3人。ヒットチャートの上位にランクインすることは少ないものの、長期にわたって音楽活動を継続しており、2000年代以降はアメリカ合衆国をはじめとした日本国外での人気も得ている。音楽レーベルは自主レーベルDELICIOUS LABELに所属。過去在籍したメンバーに上田ケンジがいる。録音時やライブの際はサポートメンバーを起用し演奏を行う。
上田、山中、真鍋、佐藤の4人によって1989年9月16日に結成され、インディーズでの活動を経て、1991年5月21日にシングル『雨にうたえば』でポニーキャニオンよりメジャー・デビュー。1993年にリーダーの上田が脱退し、それに伴い表立った活動が休止状態になったが、1994年にキングレコードに移籍し、本格的に活動を再開した。2006年よりエイベックス・エンタテインメントのtearbridge production、レーベルはavex traxに移籍。2009年には結成20周年を記念して初の武道館ライブを行った。2015年より山中主宰のDELICIOUS LABEL（販売元：キングレコード）に移籍。
2025年2月1日、前日1月31日の『LOSTMAN GO TO CITY 2024-25』KT Zepp Yokohama公演をもって3人での活動を終了し解散したことを報告。また同時に、公式ウェブサイトおよびSNSなどは「the pillows monument」と名称を変更し、メンバー個々の活動を発信する場として継続すると告知された。

## 来歴
the pillowsは、バンドの構成や楽曲の傾向から第一期（1989年 - 1993年）、第二期（1994年 - 1996年）、第三期（1996年 - 2012年）、第四期("末期")（2013年 - 2025年）に分けられる。

### 第一期

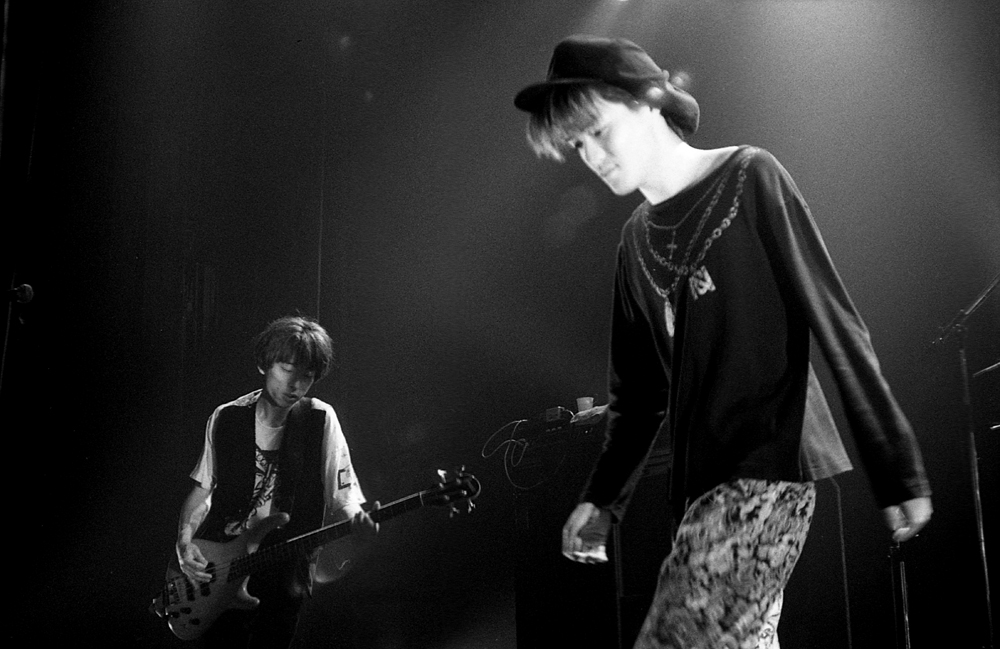
1989年撮影

第一期とは結成日である1989年9月16日から初代リーダーであるベーシスト上田ケンジが脱退する1993年までの期間を指す。上田がバンドの主導権を握っており、各メンバーの実力も発展途上の時期とされる。
第一期KENZI & THE TRIPSの解散 後、ベーシストであった上田ケンジはコインロッカー・ベイビーズのボーカリストであった山中さわおとの新しいバンド結成を構想した。その後KENZI&THE TRIPSのドラマーであった佐藤シンイチロウを誘い、またペルシャのギタリストであった真鍋吉明を加えて、1989年9月16日にthe pillowsが結成された。the pillowsというバンド名は、結成時にメンバーが真鍋宅に集合した際、たまたまレコード棚にあったチェリーレッド・レコードのオムニバス・アルバム『ピロウズ＆プレイヤーズ - Pillows & Prayers』に由来する。バンド名について山中さわおは「自分は多様な楽曲を書くソングライターであるため、バンド名はジャンルを特定しない名前がよかった」と語っている。「pillow」が日本語で意味する「枕」という文字はしばしばバンドを象徴する言葉として用いられ、同様に結成日を示す「916（9月16日）」という数字もグッズなどのデザインに用いられることがある。
the pillowsはボーカル、ギターの山中、ベースの上田、ドラムスの佐藤の3ピースバンドとしてデビューする予定であったが、山中本人によると「僕のギターがあまりに下手だったため、ほかの2人が頭を抱えてしまい」急遽ギタリストをオーディションすることとなり、後に怒髪天の増子直純の紹介で真鍋が加入した。
このようにして結成されたthe pillowsはインディーズで活動を始め、キャプテンレコードから2枚のミニアルバムをリリースした。1991年にはポニーキャニオンからシングル『雨にうたえば』でメジャーデビューを果たし、シングル2枚とアルバム2枚をリリースした。
第一期the pillowsの楽曲には目指す明確なジャンルや方向性はなく、メンバー自身の語るところによれば「The Beatlesのように良い楽曲を奏でたい」という漠然とした共通認識のみが存在した。
パンク・ロックバンドとして人気を誇った KENZI&THE TRIPSの知名度もあって精力的にバンド活動を展開した第一期the pillowsであったが、一方でバンド内での音楽的なイニシアティブの相違は徐々に深まり、1993年にリーダーの上田が脱退するにいたった。第一期the pillowsは上田ケンジと山中さわおという2人のコンポーザーを有していたが、それぞれの目指す音楽性やバンドの方向性には次第に不可逆的なズレが生じていたという。リーダーを失ったthe pillowsは、レコード会社の移籍なども重なり、およそ一年間にわたって表立ったバンド活動が休止状態となった。

### 第二期
第二期は脱退した上田に代わりボーカルの山中がリーダーとなって本格的に活動を再開した1994年から、1996年に「Tiny Boat」での失敗を機に活動方針の転換を図るまでの時期である。上田抜きの新たなthe pillowsを模索した時期であり、第三期への過渡期となる。
上田脱退からおよそ一年間にわたって表立ったバンド活動が休止状態となっていたthe pillowsは、新たに山中をリーダーとし、ベーシストにはサポートメンバーとしてSUPER BADの鹿島達也を迎え本格的に活動を再開。しかし、売上低迷の打開策として招かれた某大物プロデューサーの持つ楽曲制作法に山中が相容れる事が出来ず（決して人間的に嫌悪していた訳ではなく、そういう方法もあるという一定の理解は示した上で）、レコーディング初日に反故した事から、ポニーキャニオンとの契約が破棄。その後、楽曲を評価してくれたキングレコードに移籍する事となり、鹿島達也の紹介によりプロデューサーにSALON MUSICの吉田仁が加わるなど、バンドの様相が大きく変わった。第二期の間にシングル3枚とアルバム2枚をリリースした。
第二期the pillowsの楽曲は、新たにリーダーとなった山中がソウルミュージックやボサノヴァ風のテイストを取り入れたことによる 多彩なリズム・アプローチとスタイリッシュなサウンドをその特徴とし、ポップなメロディーを目指しつつも凝ったアレンジの楽曲が多く作られた。
第二期のthe pillowsは山中が「売れることを凄く意識した時期」と語るように、周囲の意見を取り入れタイアップなどの商業戦略が積極的に試みられた。しかし、望まれたほどの商業的な成功を収めることはできず、次第に周囲の考えと自分たちの求める音楽とのギャップに苦しむことになる。特に1996年1月に発売した5thシングル『Tiny Boat』のセールスが低調に終わったことに対するメンバーの失意は大きく、このことがきっかけとなってthe pillowsは第三期へと移行する。

### 第三期
第三期とは1996年6月の「ストレンジ カメレオン」発売以後、2012年の一時活動休止までの期間を指す。ロックやオルタナティブというスタイルを追求し、現在のリスナーの多くがこの時期にthe pillowsを知ったとも言われるように、緩やかに支持を伸ばし現在のイメージを確立した時期である。
6thシングルとなった「ストレンジ カメレオン」は、大衆的な音楽を目指すも失敗した自分たちを「まわりの色に馴染まない出来損ないのカメレオン」とたとえ、それまでthe pillowsが築いてきた音楽やスタイルを大きく否定するものであった。そのため「ストレンジ カメレオン」の発売は、反対するレコード会社とメンバーの対立の中、半ば強行的に行われた。また「ストレンジ カメレオン」を収録した5thアルバム『Please Mr.Lostman』は、メンバーにとってインディーズへの後退も覚悟した「音楽業界への遺書」であり、同時にどんな状況下でも自分たちの信じる音楽を頑なに貫く という決意のアルバムであった。
こうしてバンドの方向性を大きく転換したthe pillowsは、「ストレンジ カメレオン」がFM局のヘヴィー・ローテーションを獲得するなど、次第に支持を集めるようになる。また逆境を共に乗り越えたメンバーやスタッフの間の結束はより強固なものとなったという。続く6thアルバム『LITTLE BUSTERS』で山中が「初めてリスナーの方を向いて」「目の前の理解者に対する感謝の気持ち」を歌ったと語るように、活動方針の転換を機にthe pillowsを取り巻く状況は徐々に好転していった。
その後、the pillowsはオルタナティブという手法を通じて、現在のロックバンドとしてのスタイルを確立していく。この頃からサポートベーシストには鹿島達也に代わってTHE CHEWINGGUM WEEKENDの鈴木淳が加入した。
第三期the pillowsはオリジナル・アルバムの作成と並行してベスト・アルバムやB-side集をリリースし、2004年にはデビュー15周年を記念したセルフカバーアルバムとトリビュートアルバムを発表する など、多様な楽曲展開を行うようになった。2006年末にはレーベルをavex traxへと移し、2007年にはキングレコード在籍時にリリースされたシングルの収録曲を網羅したシングル・コレクションも発売されている。またDVDなどの映像作品やバンドスコアなどの書籍の発売も積極的に行うようになった。
2000年代以降は多くのファンの声に応え日本国外でのライブ活動も行っている。2005年のアメリカツアーを皮切りに、度々日本国外で公演やツアーを行い成功を収めるなど、アメリカをはじめとした日本国外におけるthe pillowsの人気はメンバー自身も驚くほどに高いようである。こうした海外での高い評価は、そのほとんどがthe pillowsがテーマソングや挿入歌を提供したガイナックス製作のOVA『フリクリ』の海外での人気とともに得られたものである。『フリクリ』は2000年から2001年にかけて放送されたもので、全6話中にthe pillowsの楽曲が20曲以上も使用されていた。
2009年、結成20周年を迎え、『LATE BLOOMER SERIES』と称し、2枚のベスト・アルバムの発売や多数のツアー、動画サイトYouTubeを利用した全世界対象のカバーコンテストなどの企画に加え、更には初の日本武道館でのワンマンライブも行う。その翌月には16thアルバム『OOPARTS』を発表している。
2012年7月、公式サイトやファンクラブの会報などを通じて「バンドのメンテナンス＆リハビリ」のため、一時的にthe pillowsとしての活動を休止することを発表。“解散に近い活動休止”と混同されないよう、山中は「休憩」と称している。その間、山中は3rdソロアルバム『破壊的イノベーション』を発表し、初のソロライブを行った。また、真鍋は初のギターソロアルバム『Rutile』を発表した。

### 第四期（末期）
2013年6月より、the pillowsの活動を再開することがアナウンスされた。
2014年、結成25周年を記念した企画『NEVER ENDING STORY』として、新宿ロフトにて元リーダーであり初代ベーシストの上田を迎えた第一期楽曲で構成されたライブ、2枚目となるトリビュートアルバムの発売およびその参加バンドとの対バンツアー、東名阪での第二期楽曲を中心に構成されたライブがおこなわれた。さらに10月4日にはアニバーサリーライブ『DON'T FORGET TODAY』が東京ドームシティホールにて開かれ、同月には19thアルバム『ムーンダスト』も発売された。山中は同アルバム発表時のインタビューで、2013年の活動再開後よりバンドが「“末期”」に突入したと宣言した。第一期・第二期から第三期に変化した時ほどのサウンドの隔たりはないが、山中によれば、第四期は「オルタナティブを封印」した音楽性であるという。
2015年3月、「ムーンダスト」ツアー最終日をもって長年サポートを務めた鈴木淳が長年の素行不良が原因で離脱。
2016年4月、縁のある5人のベーシスト（上田ケンジ、JIRO（GLAY）、宮川トモユキ（HiGE）、鹿島達也、有江嘉典）を迎えて制作された20thアルバム『STROLL AND ROLL』を発売した。本アルバムより山中が主宰するDELICIOUS LABELに移籍し、アルバムの販売元は古巣のキングレコードに事実上復帰した。
2017年3月、再びオルタナティブロックに回帰した21stアルバム『NOOK IN THE BRAIN』を発売した。同年11月から12月にかけて『RETURN TO THIRD MOVEMENT! Vol.1』としてアルバム『Please Mr. Lostman』『LITTLE BUSTERS』収録の全楽曲の再現ライブが行われ、同時にその2枚のバンド初のアナログ盤が発売された。
2018年5月、『RETURN TO THIRD MOVEMENT! Vol.2』としてアルバム『RUNNERS HIGH』『HAPPY BIVOUAC』収録の全楽曲の再現ライブが行われ、同時に2枚のアルバムのアナログ盤も発売された。9月、通算22枚目のアルバム『REBROADCAST』が発売され、同年11月から翌年3月にかけて『REBROADCAST TOUR』が開催される。また、同年公開されたアニメーション映画『フリクリ』の続編に書き下ろし新曲を2曲提供し、東宝よりアルバム『FooL on CooL generation』をリリース。新曲のほか、12曲の旧曲が全て再レコーディングされ収録されている。
2018年9月より、「Thank you, my highlight」と冠した30周年企画がスタート。アルバム、ツアーの他、アメリカツアーのドキュメントやドキュメンタリーではない劇場用映画「王様になれ」が製作され、2019年9月に公開された。さらに2019年10月17日、結成30周年記念ライブ『LOSTMAN GO TO YOKOHAMA ARENA』が横浜アリーナにて開催された。
一連の30周年企画の際、山中はインタビュー上で「ピロウズはロングバケーションに入る」という主旨の発言をしており、2019年10月9日発売のシングル『Happy Go Ducky!』以降新譜のリリースは途絶える。2021年より前述の『RETURN TO THIRD MOVEMENT!』ツアーの第三弾、2022年にはツアー第四弾を精力的に展開する。
2024年9月16日、結成35周年記念ライブ『ABOUT A ROCK’NROLL BAND』を豊洲 PITにて開催した。同年11月2日には5年ぶりとなる新曲を収録したリミテッドEP『Blank』をリリースし、その同日からライブツアー『LOSTMAN GO TO CITY 2024-25』を行う。
2025年2月1日、前日1月31日の『LOSTMAN GO TO CITY 2024-25』KT Zepp Yokohama公演をもって3人での活動を終了し解散したことを報告する。この公演が事実上のラストライブとなった。

## メンバー
各メンバーの個別活動についてはそれぞれの記事を参照のこと。

### 解散時のメンバー
山中さわお （やまなか さわお）
ボーカル、ギター担当。the pillowsのリーダーであり、ほぼすべての楽曲の作詞作曲やツアーグッズのデザインなども担当。
真鍋吉明 （まなべ よしあき）
ギター担当。レコーディングの際にはミキシングにも参加する。
佐藤シンイチロウ （さとう しんいちろう）
ドラムス担当。

### 過去のメンバー
上田ケンジ （うえだ けんじ）
ベース担当。結成時から1993年まで在籍。脱退までリーダーを務めた。

#### 解散時のサポートメンバー
宮川トモユキ（みやかわ ともゆき）
ベース担当。HiGEのメンバー。
安西卓丸 （あんざい たくまる）
ベース担当。ex.ふくろうず。

#### 過去のサポートメンバー
鹿島達也 （かしま たつや、1962年8月20日 - ）
ex.SUPER BAD、てつ100％。ベース担当。1994年 - 1999年、2015年。東京都出身。
鈴木淳 （すずき じゅん）
ベース担当。ex.THE CHEWINGGUM WEEKEND。1999年から2015年まで参加。愛称はじゅん。
有江嘉典 （ありえよしのり）
ベース担当。VOLA & THE ORIENTAL MACHINEのメンバー。2015年から2024年まで参加。

## 作品

### バンドスコア
| タイトル                           | 解説 | リリース      | JAN           |
| ---------------------------------- | --- | ------------- | ------------- |
| Best Collection                    | 5thアルバム『Please Mr.Lostman』から14thアルバム『MY FOOT』までの10アルバムから15曲を選んだメンバー監修によるベストバンドスコアで、メンバーによる楽曲解説やアドバイス、使用機材の紹介、年表、写真なども収録。       | 2006年3月25日 | 9784285106992 |
| MY FOOT                            | 13thアルバム『MY FOOT』の全曲を収録したメンバー監修によるバンドスコア。 | 2006年7月3日  | 9784285109337 |
| Wake up! Wake up! Wake up!         | 14thアルバム『Wake up! Wake up! Wake up!』の全曲を収録したメンバー監修によるバンドスコア。 | 2007年5月30日 | 9784285114645 |
| PIED PIPER                         | 15thアルバム『PIED PIPER』の全曲を収録したメンバー監修によるバンドスコア。 | 2008年7月29日 | 9784285118339 |
| Rock stock&too smoking the pillows | ベスト・アルバム『Rock stock&too smoking the pillows』の全曲を収録したメンバー監修によるバンドスコア。 | 2009年7月4日  | 4514142123542 |
| Once upon a time in the pillows    | ベスト・アルバム『Once upon a time in the pillows』の全曲を収録したメンバー監修によるバンドスコア。 | 2009年7月4日  | 4514142123559 |
| OOPARTS                            | 16thアルバム『OOPARTS』の全曲を収録したメンバー監修によるバンドスコア。 | 2010年3月24日 |               |
| HORN AGAIN                         | 17thアルバム『HORN AGAIN』の全曲を収録したメンバー監修によるバンドスコア。 | 2011年3月2日  |               |
| Best selection II                  | 2006年に出版された「Best Collection」に続き、山中さわおにより厳選された16曲を収載。巻頭にはライブフォトページ、メンバー使用機材が収載。巻末にはthe pillows 25年の軌跡がわかる「Discography」、「Biography」を収載。 | 2015年1月23日 |               |

### カバー曲
| タイトル                  | 収録先 | 備考                                            |
| ------------------------- | --- | ----------------------------------------------- |
| FAKIN' IT                 | 6thシングル『ストレンジ カメレオン』C/W                                                                    | Simon and Garfunkelのカバー                     |
| When You Were Mine        | 7thシングル『Swanky Street』C/W                                                                            | Cyndi Lauperのカバー 原曲はPrinceのカバーである |
| Good Dreams               | トリビュート・アルバム『RESPECTABLE ROOSTERS-a tribute to the roosters-』収録                              | ルースターズのカバー                            |
| 1.2.3.4.5.6.7 DAYS A WEEK | トリビュート・アルバム『BEAT OFFENDERS 〜A TRIBUTE TO THE COLLECTORS』収録                                 | ザ・コレクターズのカバー                        |
| OVER AMP                  | 20thシングル『ターミナル・ヘヴンズ・ロック』C/W                                                            | ムームーに提供した楽曲をセルフカバー            |
| Beehive                   | 21stシングル『その未来は今』C/W                                                                            | 米倉千尋に提供した楽曲をセルフカバー            |
| HEART IS THERE            | 22ndシングル『ノンフィクション』C/W                                                                        | 真鍋吉明のソロプロジェクトNINE MILESのカバー    |
| つよがり                  | 24thシングル『スケアクロウ』C/W                                                                            | Mr.Childrenのカバー                             |
| 海へと                    | トリビュート・アルバム『PUFFY COVERS』収録                                                                 | PUFFYのカバー                                   |
| 散文とブルース            | トリビュート・アルバム『Yes, We Love butchers 〜Tribute to bloodthirsty butchers〜 Mumps』収録             | bloodthirsty butchersのカバー                   |
| Farewell Dear Deadman     | トリビュート・アルバム『PAUSE 〜STRAIGHTENER Tribute Album〜』収録                                         | ストレイテナーのカバー                          |
| シューゲイザースピーカー  | トリビュートアルバム『Thank you, ROCK BANDS! 〜UNISON SQUARE GARDEN 15th Anniversary Tribute Album〜』収録 | UNISON SQUARE GARDENのカバー                    |

その他、ライブのみでカバーされた曲はニルヴァーナ、ビートルズ、佐野元春、バグルズ、怒髪天、SALON MUSICなど多数ある。

### 提供曲
| タイトル                | 備考 |
| ----------------------- | --- |
| Beehive                 | 米倉千尋の『azure』に収録。のち、22nd シングル『その未来は今』のカップリングにセルフカバーが収録される。 |
| シュガー・ナイトメア    | V6の『Voyager』に収録。                                                                                  |
| MY TRUE COLORS          | THE COLLECTORSの『ロック教室 -THE ROCK'N ROLL CULTURE SCHOOL-』に収録。                                  |
| サヨナラサマー          | PUFFYの『honeycreeper』に収録。                                                                          |
| Twilight Shooting Star! | PUFFYの『マイストーリー』に収録。編曲は元the pillowsメンバー上田健司が担当。                             |
| シュガーバイン          | つるの剛士の『シュガーバイン / Two weeks to death』に収録。                                              |
| 世界は屋上で見渡せた    | SKET×Sketchの『世界は屋上で見渡せた』、SKET DANCEのコンピレーション・アルバム『THE BEST DANCE』に収録。  |

## タイアップ一覧
| 使用年 | 曲名                                  | タイアップ                                                                                 |
| ------ | ------------------------------------- | ------------------------------------------------------------------------------------------ |
| 1995年 | ガールフレンド                        | 映画『Love Letter』イメージソング                                                          |
| 1996年 | Tiny Boat                             | フジテレビ系『とれたてガバット』テーマソング                                               |
| 1996年 | Tiny Boat                             | テレビ神奈川（TVK）『Mutoma JAPAN』エンディングテーマ                                      |
| 1996年 | Swanky Street                         | 朝日放送テレビ・テレビ朝日系『金之玉手箱』エンディングテーマ                               |
| 1996年 | TRIP DANCER                           | TBS系『TICOS』テーマソング                                                                 |
| 1996年 | TRIP DANCER                           | NHK-FM『645・大化の改新 青春記』エンディングテーマ                                         |
| 1997年 | 彼女は今日,                           | NHK-BS2『WEEKEND joy』エンディングテーマ                                                   |
| 1997年 | 彼女は今日,                           | NHK-FM『ミュージック・スクエア』1997年2・3月度エンディングテーマ                           |
| 1997年 | ONE LIFE                              | フジテレビ系『来来圏』エンディングテーマ                                                   |
| 1997年 | ハイブリッド レインボウ               | NHK-BS2『WEEKEND joy』エンディングテーマ                                                   |
| 1998年 | like a lovesong (back to back)        | 映画『ラブ&ポップ』挿入歌                                                                  |
| 1998年 | アナザーモーニング                    | フジテレビ系『来来圏』エンディングテーマ                                                   |
| 1999年 | カーニバル                            | TBS系『COUNT DOWN TV』1999年7・8月度エンディングテーマ                                     |
| 1999年 | RUSH                                  | TBS系『キャイーン・寛平の女神の真相』エンディングテーマ                                    |
| 2000年 | Ride on shooting star                 | OVA『フリクリ』テーマソング                                                                |
| 2000年 | I think I can                         | 日本テレビ系『SPORTS MAX』エンディングテーマ                                               |
| 2001年 | この世の果てまで                      | NHK-FM『ミュージック・スクエア』2001年10・11月度エンディングテーマ                         |
| 2002年 | 白い夏と緑の自転車 赤い髪と黒いギター | TBS系『桂芸能社ファイナル』エンディングテーマ                                              |
| 2004年 | 昇らない太陽                          | 映画『ムーンライト・ジェリーフィッシュ』挿入歌                                             |
| 2006年 | Gazelle city                          | セイコーマート「爽美風茶」CMソング                                                         |
| 2007年 | スケアクロウ                          | WOWOWアニメ『MOONLIGHT MILE 1stシーズン -Lift off-』エンディングテーマ                     |
| 2007年 | Ladybird girl                         | カートゥーン ネットワークアニメ『ベン10』エンディングテーマ                                |
| 2007年 | BOAT HOUSE                            | WOWOWアニメ『MOONLIGHT MILE 2ndシーズン -Touch down-』エンディングテーマ                   |
| 2008年 | Tokyo Bambi                           | TBS『ママアナのデジ@缶』エンディングテーマ                                                 |
| 2008年 | PIED PIPER                            | 毎日放送『麒麟の部屋』エンディングテーマ                                                   |
| 2009年 | Rodeo star mate                       | テレビ朝日系アニメ『スティッチ! 〜いたずらエイリアンの大冒険〜』オープニングテーマ         |
| 2010年 | New Animal                            | NHK教育テレビ『きらっといきる』オープニングテーマ（2010年 - 2012年）                       |
| 2011年 | Comic Sonic                           | テレビ東京系アニメ『SKET DANCE』エンディングテーマ                                         |
| 2011年 | Good by present                       | Beeマンガ『モテキ』エンディングテーマ                                                      |
| 2014年 | EMERALD CITY                          | dビデオ powered by BeeTVスペシャル『闇金ウシジマくん』主題歌                               |
| 2014年 | About A Rock'n'Roll Band              | テレビ東京系『モヤモヤさまぁ〜ず2』2014年7〜9月エンディングテーマ                          |
| 2016年 | Locomotion, more! more!               | TOKYO MXアニメ『ニンジャスレイヤー フロムアニメイシヨン』TVシリーズ第1話エンディングテーマ |
| 2016年 | BE WILD                               | 東新住建 CMソング                                                                          |
| 2018年 | Star overhead                         | アニメ映画『劇場版 フリクリ オルタナ』主題歌                                               |
| 2018年 | Spiky Seeds                           | アニメ映画『劇場版 フリクリ プログレ』主題歌                                               |
| 2018年 | 眩しい闇のメロディー                  | 映画『純平、考え直せ』主題歌                                                               |
| 2019年 | Happy Go Ducky!                       | テレビ東京系アニメ『あひるの空』オープニングテーマ                                         |
| 2020年 | MY FOOT                               | アニメ映画『Away』タイアップ曲                                                             |
| 2023年 | LITTLE BUSTERS                        | サントリー「ザ・プレミアム・モルツ〈ジャパニーズエール〉香るエール」TV-CMソング            |

## 主なライブ
- 1990年10月〜11月 - 90'S MY LIFE TOUR
- 1991年
  - 03月〜04月 - 8 PENNY TOUR 1991
  - 06月〜07月 - MOON GOLD TOUR 1991
- 1992年05月〜08月 - WHITE INCARNATION TOUR
- 1994年
  - 04月 - Naked Tour
  - 07月 - KOOL SPICE TOUR
  - 10月〜11月 - DAYDREAM TOUR
- 1995年
  - 04月〜05月 - LIVING FIELD TOUR
  - 11月〜12月 - Tiny Boat Tour '95
- 1996年
  - 02月 - Tiny Boat Tour '96
  - 07月 - ストレンジ カメレオン TOUR
  - 09月〜10月 - Swanky Street Tour
  - 11月 - TRIP DANCER TOUR
- 1997年
  - 03月〜04月 - Please Mr. Lostman Tour
  - 07月〜08月 - ONE LIFE TOUR
  - 12月 - HYBRID RAINBOW TOUR
- 1998年03月〜04月 - LITTLE BUSTERS TOUR
- 1999年
  - 03月〜04月 - RUNNERS HIGH TOUR
  - 12月 - 1999 HAPPY BIVOUAC TOUR
- 2000年
  - 01月〜03月 - 2000 HAPPY BIVOUAC TOUR
  - 12月 - I think I can!!!!! Tour
- 2001年
  - 03月〜05月 - Fool on the planet Tour
  - 12月 - 2001 Smile Tour
- 2002年
  - 01月〜03月 - 2002 Smile Tour
  - 12月〜2003年02月 - Thank you, my twilight Tour
- 2003年
  - 10月 - TERMINAL HEAVEN'S ROCK TOUR
  - 12月〜2004年03月 - PENALTY LIFE TOUR
- 2004年
  - 09月 - the pillows 15th Anniversary THANK YOU VERY MUCH, I LIKE YOU BUSTERS!
  - 12月〜2005年03月 - GOOD DREAMS TOUR
- 2005年
  - 03月 - DELICIOUS BUMP TOUR IN USA
  - 12月 - The third eye Tour
- 2006年
  - 02月〜04月 - MY FOOT TOUR
  - 06月 - MY FOOT TOUR in USA and Mexico Shows
  - 09月〜10月 - Mr.Children & the pillows new big bang tour〜This Is Hybrid Innocent〜
  - 12月 - TOUR“LOSTMAN GO TO CITY”
- 2007年
  - 03月 - the pillows presents CHEMICAL BUMP SHOW!!
    - w/UNDER THE COUNTER / OVERGROUND ACOUSTIC UNDERGROUND / 髭(HiGE) / 怒髪天

  - 06月〜10月 - Wake up! Tour
  - 12月 - TOUR“LOSTMAN GO TO YESTERDAY”
- 2008年
  - 03月 - DELICIOUS BUMP TOUR IN USA 08
  - 06月 - DELICIOIUS BUMP SHOW!! 〜ELECTRIC RAYS〜
    - w/monokuro / noodles / The Poppers / UNDER THE COUNTER

  - 07月〜11月 - PIED PIPER TOUR
  - 12月 - TOUR 2008 LOSTMAN GO TO CITY for Maniac fans!!!
- 2009年
  - 06月〜08月 - the pillows 20th Anniversary LATE BLOOMER SERIES 04 "SYNCHRONIZED TOUR"
    - w/GLAY / Theピーズ / ストレイテナー / 髭 / The Birthday / THE COLLECTORS / チャットモンチー / 怒髪天

  - 09月 - the pillows 20th Anniversary LATE BOOMER SERIES 06 LOSTMAN GO TO BUDOKAN
  - 09月 - the pillows presents "Born in The '60s Tour"
    - w/TOMOVSKY / THE COLLECTORS

  - 11月〜2010年02月 - OOPARTS TOUR
- 2010年
  - 06月 - the pillows presents CHEMICAL BUMP SHOW !!
    - w/HARISS / 高畠俊太郎BAND

  - 09月〜10月 - the pillows presents "Born in The '60s Tour"
    - w/Theピーズ / 怒髪天 / THE COLLECTORS / TOMOVSKY

  - 11月 - the pillows presents CHEMICAL BUMP SHOW !!
    - w/Scars Borough

  - 12月 - Movement Tour
  - 12月 - the pillows presents COUNTDOWN BUMP SHOW!! 2010→2011
    - w/Pop Chocolat / monokuro / BUGY CRAXONE / noodles / 怒髪天
- 2011年
  - 02月〜07月 - HORN AGAIN TOUR
  - 12月 - Energiia Tour
  - 12月 - the pillows presents "COUNTDOWN BUMP SHOW!! 2011→2012"
    - w/怒髪天 / BUGY CRAXONE / noodles / カミナリグモ / Pop Chocolat
- 2012年
  - 03月〜06月 - TRIAL TOUR
  - 12月 - the pillows presents COUNTDOWN BUMP SHOW!! 2012→2013
    - w/BUGY CRAXONE / gold sounds / noodles / Pop Chocolat / 怒髪天
- 2013年
  - 07月〜08月 - the pillows fanclub live!
  - 09月 - the pillows presents "Born in The '60s 2013"
    - w/THE COLLECTORS / Theピーズ / TOMOVSKY / 怒髪天

  - 11月〜12月 - the pillows TOUR 2013 "LOSTMAN GO TO CITY"
  - 12月 - the pillows presents COUNTDOWN BUMP SHOW!! 2013→2014
    - w/シュリスペイロフ / BUGY CRAXONE / noodles / Pop Chocolat / TOMOVSKY
- 2014年
  - 01月 - the pillows 25th Anniversary NEVER ENDING STORY "Do You Remember The 1st Movement?"
    - w/シュリスペイロフ / 爆弾ジョニー

  - 03月〜04月 - the pillows 25th Anniversary NEVER ENDING STORY "Do You Remember 2nd Movement?"
    - w/ghoma

  - 06月〜07月 - the pillows 25th Anniversary NEVER ENDING STORY "ROCK AND SYMPATHY TOUR"
    - w/9mm Parabellum Bullet / a flood of circle / Base Ball Bear / Scars Borough / THE BOHEMIANS / UNISON SQUARE GARDEN / WEAVER / WHITE ASH / ふくろうず / カミナリグモ / シュリスペイロフ / 東京カランコロン / 髭

  - 10月 - the pillows 25th Anniversary NEVER ENDING STORY "DON'T FORGET TODAY!"
  - 11月〜2015年03月 - moondust tour
  - 12月 - the pillows presents "COUNTDOWN BUMP SHOW!! 2014→2015"
    - w/シュリスペイロフ / 怒髪天 / noodles / BUGY CRAXONE / THE BOHEMIANS / Pop Chocolat
- 2015年
  - 06月 - the pillows presents "Ready Steady Go!"
    - w/The Birthday

  - 06月 - the pillows presents "Old Rose And New Rose"
    - w/ふくろうず

  - 07月 - the pillows presents テキーラ! テキーラ! とファニーバニー!
    - w/髭

  - 07月 - the pillows presents "Deadman & Lostman"
    - w/ストレイテナー

  - 07月 - the pillows presents"About A Rock'n'roll Band"
    - w/a flood of circle

  - 07月 - the pillows presents "恋のマシンガンに気をつけろ!"
    - w/東京カランコロン

  - 12月 - the pillows TOUR 2015 “LOSTMAN GO TO CITY”
  - 12月 - the pillows presents COUNTDOWN BUMP SHOW!! 2015→2016
    - w/BUGY CRAXONE / noodles / Pop Chocolat / THE BOHEMIANS / シュリスペイロフ / 怒髪天
- 2016年05〜07月 - TOUR 2016 「STROLL AND ROLL TOUR」
- 2017年
  - 05〜07月 - 「NOOK IN THE BRAIN TOUR」
  - 11〜12月 -  「RETURN TO THIRD MOVEMENT! Vol.1」
  - 12月 - the pillows presents COUNTDOWN BUMP SHOW!! 2017→2018
- 2018年
  - 05〜06月 -  「RETURN TO THIRD MOVEMENT! Vol.2」

## レギュラー番組
ラジオ
- POISON ROCK 'N' ROLL（2008年10月 - 2013年4月、JFN系列局）
- Are You Ready to ROCK（2015年4月 - 2017年10月、InterFM）

## 書籍
- ザ・ピロウズ ハイブリッド レインボウ（2009年9月15日、USEN）the pillows結成20周年、完全ヒストリーブック
  - 2019年10月23日、音楽と人より再発売、内容は上記のUSEN版と同じ。
- ザ・ピロウズ ハイブリッドレインボウ2（2019年10月23日、音楽と人）the pillows結成30周年、ヒストリーブック第2弾

## 関連アーティスト
※トリビュート・アルバム『シンクロナイズド・ロッカーズ』に参加したアーティストについては作品の記事を参照のこと。
Mr.Children
デビュー当時から親交があり、2006年には2バンドによる「new big bang tour」が行われた。このツアーの模様はMr.Childrenのアルバム『HOME』の初回特典DVDと、the pillowsのシングル『スケアクロウ』の初回特典DVDに一部が収録されている。
SALON MUSIC
第二期以降、the pillowsのプロデューサーを務める吉田仁が所属するロックユニット。the pillowsのライブではSALON MUSICの楽曲がオープニングSEに用いられている。
thee michelle gun elephant
同じ事務所に所属していたことから交流があり、山中さわおはロックバンドの象徴的存在として度々thee michelle gun elephantの名を挙げている。またthe pillowsが第二期のスタイリッシュなスタイルから第三期のロックバンドとなったきっかけは、まだデビュー前であったthee michelle gun elephantのライブパフォーマンスに圧倒されたためである。
怒髪天
the pillowsの結成を様々な形でサポートしたthe pillowsの兄貴分のような存在。the pillows主催のライブ・ツアー『Born in The '60s』で共演。
noodles
山中さわおが興した「デリシャス・レーベル」に所属するガールズバンド。山中さわおや、the pillowsのプロデューサーでもある吉田仁がプロデュースしている。
BUMP OF CHICKEN
the pillowsの元プロデューサーとの縁もあり、メジャー前からthe pillowsのラジオにゲスト出演。トリビュートをお願いした際、BUMPサイドが選んだハイブリッドレインボウをカバーしている。山中さわおは自身のラジオ番組で「BUMPは天才」といった旨の発言をすることもあり、彼らを高く評価しているという。
The Sketchbook
アニメ「SKET DANCE」内でThe Sketchbookが「Funny Bunny」を演奏した。また、the pillowsもアニメ「SKET DANCE」に「Comic Sonic」をエンディングテーマとして提供している。
THE COLLECTORS
the pillowsが主催のライブ・ツアー『Born in The '60s』にて共演。山中さわおは、ザ・コレクターズの前身バンドであるザ・バイクのファンでもある。